# Pteragogus variabilis
Pteragogus variabilis là một loài cá biển thuộc chi Pteragogus trong họ Cá bàng chài. Loài này được mô tả lần đầu tiên vào năm 2013.

## Từ nguyên
Từ định danh của loài trong tiếng Latinh có nghĩa là "hay thay đổi", hàm ý đề cập đến sự biến đổi màu sắc diễn ra ở cùng một cá thể.

## Phạm vi phân bố
P. variabilis có phạm vi phân bố ở Tây Nam Ấn Độ Dương. Loài này chỉ được biết đến tại Mauritius, đảo Aldabra (thuộc Seychelles) và bãi cạn Cargados Carajos. P. variabilis có thể được phát hiện ở độ sâu đến 71 m.

## Mô tả
P. variabilis có chiều dài cơ thể tối đa được ghi nhận là gần 5 cm. Loài này có rất nhiều biến thể màu sắc: màu nâu phớt cam-đỏ-vàng, xanh lục xám, vàng cam hoặc đỏ thẫm nhưng tất cả đều có chung các đặc điểm sau: vùng mang luôn có màu sẫm hơn đầu với một đốm đen lớn trên mang; có các đốm trắng dọc theo đường bên; nhiều vệt đốm trắng khác rải rác khắp thân và dưới mắt; tất cả các vây tiệp màu với phần cơ thể, và có lốm đốm trắng và chấm nhỏ hơn; có 2 đốm đen bao lấy hai màng gai vây lưng đầu tiên.
Số gai ở vây lưng: 11; Số tia vây ở vây lưng: 9; Số gai ở vây hậu môn: 3; Số tia vây ở vây hậu môn: 9; Số tia vây ở vây ngực: 13–14; Số gai ở vây bụng: 1; Số tia vây ở vây bụng: 5.

### Trích dẫn
- J. E. Randall (2013). "Seven new species of labrid fishes (Coris, Iniistius, Macropharyngodon, Novaculops, and Pteragogus) from the Western Indian Ocean" (PDF). Journal of the Ocean Science Foundation. Quyển 7. tr. 1–43.